# 座敷

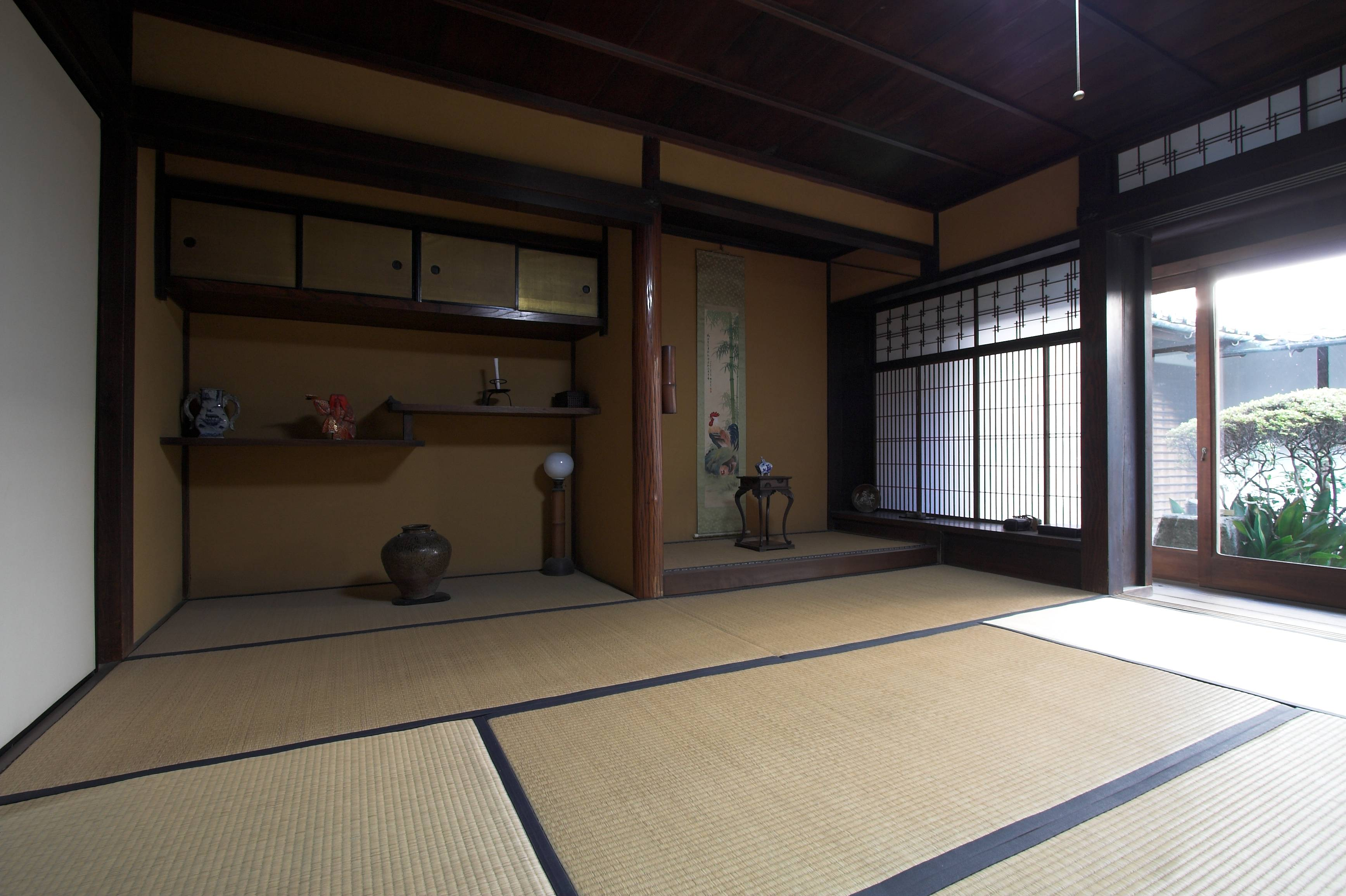
1.畳を敷いた部屋（和室）

座敷（ざしき）は、日本における居住空間の呼称の一つであり、以下に示すような複数の語義がある。
1. 「座敷」は本来「座具（即ち畳）を敷いた部屋」を意味していたが、鎌倉時代中期に鎌倉における上層武家住宅で、客を迎え入れて酒宴などを開く部屋を指すようになった。その後、座敷を中心とする住宅が普及し、そのような住宅の建築様式は書院造と呼ぶ。つまり、座敷は書院造の基本空間である。近代になると洋室との比較から和室と呼ばれるようになる。→「書院造#歴史」も参照のこと。
2. 近現代の一般住宅で、一番よい和室に対して当てられる語。日当たりや風通しが良く、床の間が設けられていることもある。冠婚葬祭などの儀礼や改まった年中行事の場として用いられるほか、客を接待したり、宿泊させることも多い。
3. 飲食店や宿泊施設などで、酒宴を行うために設けられている大きな和室。
4. 芸妓の仕事。宴会に呼ばれて歌舞音曲を催したり、接客をすること。「お座敷がかかる」などと用いられる。

## 概要

### 表座敷と奥座敷
客間として使う「座敷」と、もっぱら家族が起居するための奥まった「座敷」とを区別するためには、前者を「表座敷（おもてざしき）」、後者を「奥座敷（おくざしき）」と呼ぶ。また、換喩表現としては、「表玄関」という語があるために「表座敷」はあまり用いられないが、「奥座敷」は繁華地に近接するリゾート地を指す語として用いられる（なお、多くの場合、和風のリゾートであり、和風リゾートの多くは温泉街であるが、必ずしもその限りではない）。

## 関連語・関連事象

### 遊廓語
江戸時代中期以後は男女の密会のために座敷を提供するのを業とする家を「貸座敷」と呼んでいたが、明治時代には遊女屋の公式名称となった。
1930年に刊行された『全国遊廓案内』は、貸座敷について「芸娼妓の置屋、揚屋又は兼営の家等を総称したもの」と説明している。
1873年12月10日、東京府は貸座敷渡世規則・娼妓規則・芸妓規則をさだめた。

### 座敷牢
別項「座敷牢」を参照

### 座興
座興（ざきょう）とは、宴会などで、その場を愉快なものにする目的をもって行う遊戯や芸能のことである（用例「 － として隠し芸を披露する」）が、ここでの「座」は「座敷」と関連が深い。また、第2には、その場限りのちょっとした戯れを意味する（用例「その場の － にすぎない」）。
酒宴の席などで行う座興は座敷芸（ざしきげい）と呼ばれ、日本の伝統芸能の一種である。
座敷芸などで宴席の客を楽しませる職業および職業人は、太鼓持ちとも俗称される幇間であり、著名な幇間としては、曽呂利新左衛門（落語家）、英一蝶（絵師）、悠玄亭玉介（芸人）のほか、正岡子規（俳人・歌人）が知られている。

### お座敷唄
お座敷唄（おざしきうた）とは、長唄・端唄・小唄・上方歌など、三味線の伴奏で歌われる俗曲のことである。歌舞伎のなかの舞踊曲や、清元節などを起源として、文化文政（1803- 1830年）の頃から盛んになったといわれている。芸妓や遊女がお座敷で歌ったほか、庶民の間にも流行した。
日本の歌謡曲（流行歌）の起源については、川上音二郎などの演説歌（演歌）とする説が有力であるが、昭和初期、レコード会社が次々にでき、それぞれの会社所属の歌手が名乗りを挙げたとき、徳山璉、佐藤千夜子、藤山一郎、淡谷のり子などといった声楽出身の歌手に混じって、藤本二三吉、小唄勝太郎、市丸、赤坂小梅、美ち奴などの芸妓出身の歌手（鶯芸者）も多く出ており、お座敷唄の流れを引く流行歌がかなりあった。
とくに1950年（昭和25年）頃からは、朝鮮戦争がらみの好景気で、日本全国の料亭などが繁盛し、歌謡界でもそれにあやかるように、「お座敷唄」あるいは「お座敷ソング」と呼ばれる歌のレコードが数多く発売された。神楽坂はん子や久保幸江などの歌手がデビューし、『芸者ワルツ』や『トンコ節』などが一世を風靡した。

### 座敷猫と座敷犬
屋内で飼育される猫は座敷猫（ざしきねこ）と呼ばれることがある。日本猫の一種の三毛猫は、江戸時代から座敷猫として愛玩されてきたことで知られている。
散歩に出るとき以外屋内で飼育される犬は、座敷犬（ざしきいぬ）と呼ばれる。犬は猫より大型・中型の品種が多く、昔から屋外で飼うのが通常であったため、屋内で飼育されていることを強調するために「座敷猫」以上に「座敷犬」はよく使われる語である。日本史上初の座敷犬は江戸時代の大奥や遊廓で特に女性に愛玩された狆であり、座敷犬の典型となっている。
現代では、本義で言う「座敷犬」同然の厚遇を享受しているような飼い犬は、たとえ洋室で飼われていたとしても、その境遇を含意して「座敷犬」と呼ばれることが多い（座敷猫も同様）。たいていの場合、座敷犬と言えば小型犬であるが、大型犬であろうとも室内で飼われる例が少なくない現代にあっては、その限りではない。

### 座敷童子
座敷童子（ざしきわらし）は、古来、住家にまつわる吉兆の精霊あるいは神として、東北地方で信じられてきたものであるが、（昔の認識で言う）座敷があるような勢いのある家に取り付くわけではない。伝承にある話の順序から言えば、座敷童子が住み着くようになった家は運に恵まれるようになるため、やがては隆盛となって立派な屋敷も建てられるようになるのである。また、座敷童子が居所とするのは奥座敷であるともいわれる。